# Азиатска лястовица
Азиатска лястовица (Delichon dasypus) е вид птица от семейство Лястовицови (Hirundinidae). Видът е незастрашен от изчезване.

## Разпространение
Разпространен е в Бангладеш, Бутан, Камбоджа, Китай, Индия, Индонезия, Япония, Корея, Република Корея, Лаос, Малайзия, Мианмар, Непал, Пакистан, Филипини, Русия, Сингапур, Тайван, Тайланд и Виетнам.